# Armadillidium laminigerum
Armadillidium laminigerum là một loài chân đều trong họ Armadillidiidae. Loài này được Verhoeff miêu tả khoa học năm 1907.